# Stay with Me
Stay with Me från 1958 är ett musikalbum av Billie Holiday med Tony Scotts orkester. Det spelades in i New York i februari 1955.

## Låtlista
1. I Wished on the Moon (Ralph Rainger/Dorothy Parker) – 6:48
2. Ain't Misbehavin' (Fats Waller/Harry Brooks/Andy Razaf) – 4:38
3. Everything Happens to Me (Tom Adair/Matt Dennis) – 6:20
4. Say It Isn't So (Irving Berlin) – 3:01
5. I've Got My Love to Keep Me Warm (Irving Berlin) – 3:55
6. Always (Irving Berlin) – 3:57
7. Do Nothing till You Hear from Me (Duke Ellington/Bob Russell) – 5:00

## Medverkande
- Billie Holiday – sång
- Charlie Shavers – trumpet
- Tony Scott – klarinett
- Budd Johnson – tenorsax
- Billy Bauer – gitarr
- Carl Drinkard – piano
- Bill Taylor – piano
- Leonard Gaskin – bas
- Cozy Cole – trummor